# Malawiské lomwe
Malawiské lomwe (též Elhomwe) mluví jím asi 850 000 lidí v Malawi. Jedná se o smíšený jazyk. 

## Pozadí
Jazyk vznikl smísením jazyků čičevština a lomwe. Lomwe je jazyk, kterým se mluví v Mosambiku, hlavně v jeho západní části. Lidé etnika Lomwe, kteří mluví tímto jazykem,  se z Mosambiku začali dostávat do Malawi (dnes zde jsou čtvrtou největší etnickou skupinou). Nejvíce se sem lidé tohoto etnika začali dostávat po roce 1930, protože v Mosambiku začaly kmenové války. Hlavním jazykem Malawi je čičevština, a proto se lomwe v Malawi smísilo právě s čičevštinou. Jazyk se dá zařadit mezi bantuské jazyky, protože čičevština i lomwe jsou bantuské jazyky.
Vláda Malawi zajistila také jeden televizní kanál v malawiském lomwe. 
Mnoho Lomwů bere malawiské lomwe jako nářečí lomwe, ale s mosambickým lomwe je malawiské lomwe nesrozumitelné.